# Philipp Christoph Zeller
Philipp Christoph Zeller (Steinheim an der Murr, 9 april 1808 - Stettin, 27 maart 1883) was een Duits entomoloog. Hij was een autoriteit op het vlak van kleine vlinders (microlepidoptera).

## Biografie
Zeller studeerde aan de universiteit van Berlijn. Hij werd leraar in Glogau, Frankfurt (Oder) en later in Meseritz, tot hij in 1869 naar Stettin verhuisde.
Hij was een autodidact op het gebied van entomologie, dat hij vooral leerde door het kopiëren van boeken. Hij bestudeerde kevers, tweevleugeligen en vlinders, en specialiseerde zich later in kleine vlinders. 
Hij publiceerde zijn eerste artikelen in het door Lorenz Oken uitgegeven "encyclopedisch tijdschrift"  Isis op het einde van de jaren 1830, waarin hij onder meer een kritische determinatie gaf van de vlindersoorten in Réaumurs Mémoires en in die van Carl de Geer. Hij publiceerde ook in de tijdschriften Linnaea en de Stettiner Entomologische Zeitung. Hij werd een van de meest vooraanstaande deskundigen op het gebied van microlepidoptera. Hij beschreef 186 nieuwe soorten motten.
Tussen 1855 en 1873 werkte hij mee aan de monumentale monografie The Natural History of the Tineina, een dertiendelig werk van 2000 bladzijden van de Engelsman Henry Tibbats Stainton, waaraan ook de Zwitser Heinrich Frey en de Engelsman John William Douglas meewerkten. Het werk verscheen in het Engels, Frans, Duits en Latijn en het werd in Londen, Parijs en Berlijn uitgegeven.
Zeller was secretaris van de entomologische vereniging van Stettin onder het voorzitterschap van Carl August Dohrn. De Entomological Society of London verkoos hem tot erelid.
Zijn collectie werd aangekocht door Thomas de Grey, 6th Baron Walsingham en later geschonken aan het Natural History Museum.

## Werken
- Kritische Bestimmung der in Reaumurs Memoiren vorkommenden Lepidopteren (Isis, 1838)
- Versuch einer naturgemäßen Eintheilung der Schaben, Tinea (Isis, 1839)
- Kritische Bestimmung der in de Geers Memoiren enthaltenen Schmetterlinge (Isis, 1839)
- Monographie des Genus Hyponomeuta (Isis, 1844)
- Anmerkungen zu Lienigs Lepidopterologischer Fauna von Livland und Curland (Isis, 1846)
- Die Arten der Blattminiergattung Lithocolletis beschrieben (Linnaea, 1846)
- Bemerkungen über die auf einer Reise nach Italien und Sicilien gesammelten Schmetterlingsarten (Isis, 1847)
- Exotische Phyciden (Isis, 1848)
- Beitrag zur Kenntnis der Coleophoren (Isis, 1849)
- Revision der Pterophoriden (Isis, 1852)
- Lepidoptera microptera quae J. A. Wahlberg in caffrorum terra legit (Stockholm, 1852)
- Die Arten der Gattung Butalis beschrieben (Linnaea, 1855)
- I.s.m. Henry Tibbats Stainton, Heinrich Frey en John William Douglas, The Natural History of the Tineina (13 delen, 1855)
- Beiträge zur Kenntnis der nordamerikanischen Nachtfalter (3 delen, Verh. zool. bot. Gesellsch. Wien, 1872–1873)
- Beiträge zur Lepidopterenfauna der Ober-Albula in Graubünden (Verh. zool. bot. Gesellsch. Wien, 1877)
- Exotische Lepidopteren (Horae soc. ent. Rossica, 1877)